# 上山田町
上山田町（かみやまだまち）は、かつて長野県更級郡にあった町である。
2003年（平成15年）9月1日に、更埴市、埴科郡戸倉町と合併し、千曲市が誕生したため、上山田町は廃止された。
廃止されるまで長野県で一番面積が小さな町であった。本項では町制前の名称である上山田村（かみやまだむら）についても述べる。

## 地理
北信地方の長野地域に位置し、町の東に千曲川が流れている。
- 河川：千曲川

### 隣接していた自治体
- 上田市
- 埴科郡：戸倉町、坂城町
- 東筑摩郡：坂井村

## 歴史
- 1868年（明治初年）- 山田村から上山田村に改称。
- 1889年（明治22年）4月1日 - 町村制の施行により、上山田村・新山村・力石村の区域をもって上山田村が発足。
- 1892年（明治25年）10月14日 - 大字力石が分立して力石村が発足。
- 1949年（昭和24年）11月3日 - 上山田村が町制施行して上山田町となる。
- 1955年（昭和30年）7月1日 - 力石村と合併し、改めて上山田町が発足。
- 2003年（平成15年）9月1日 - 更埴市・埴科郡戸倉町と合併して千曲市が発足。同日上山田町廃止。

## 経済

### 産業
農業
『大日本篤農家名鑑』によれば上山田村の篤農家は、「山崎郡平、宮原安平、小平信次郎、西澤幸男、寺澤定四郎、宮原昌治郎、宮原百人、若林貞治、前島源重、小山六兵衛」などである。

## 姉妹都市・提携都市
- 岩手県山田町 - 2003年（平成15年）8月31日姉妹都市提携解消
- 千葉県光町

## 教育
- 上山田町立上山田小学校
- 戸倉上山田学校組合立戸倉上山田中学校（戸倉町内）

## 交通

### 鉄道路線
町内に鉄道路線はない。最寄りにしなの鉄道線戸倉駅、坂城駅がある。

### 道路
- 高速道路

町内に高速道路は通っていない。最寄りに上信越自動車道坂城IC、長野自動車道更埴IC、麻績ICがある。
- 一般国道

町内に国道は通っていない。最寄りに国道18号が通っている。
- 主要地方道
  - 長野県道55号大町麻績インター戸倉線
  - 長野県道77号長野上田線
- 一般県道
  - 長野県道339号新田坂城停車場線
  - 長野県道498号聖高原戸倉線

## 娯楽
- 上山田映画劇場[注 1]

## 名所・旧跡・観光スポット・祭事・催事
- 戸倉上山田温泉
- 城山史跡公園（荒砥城跡）